# Eggert Jónsson
Eggert Jónsson (18 augustus 1988, Reykjavik) is een IJslands voetballer die voor SønderjyskE speelt.

## Interlandcarrière
Jónsson maakte zijn debuut voor IJsland op 21 november 2007 tegen Denemarken, IJsland verloor de wedstrijd met 3-0. Sindsdien speelde Jónsson 21 matchen voor IJsland.